# Ajos Nikolaos (dystrykt Famagusta)
Ajos Nikolaos (gr. Αγιος Νικόλαος, tur. Yamaçköy) – wieś na Cyprze, w dystrykcie Famagusta. Znajduje się de facto pod zarządem Cypru Północnego. Położona jest na południowym zboczu Kierinii, 8 km na północ od Psilatos.